# Tony Adam
Tony Adam (* 18. Januar 1986 in Dresden) ist ein ehemaliger deutscher Wasserspringer. Er nahm im Alter von 18 Jahren an den Olympischen Sommerspielen 2004 teil. Hier erreichte er den vierten Platz. Bei den Schwimmeuropameisterschaften 2004 erreichte er zusammen mit Heiko Meyer den zweiten Platz im 10m-Synchronspringen.